# ÖBB 5147
Die Reihe 5147 der Österreichischen Bundesbahnen (ÖBB) bzw. der Raaberbahn sind zweiteilige Dieseltriebwagen, die im Regionalverkehr eingesetzt werden. Der Einsatz der von den Jenbacher Werken gebauten Triebwagen begann 1992 im Planverkehr. Die ÖBB beschafften fünf Doppeleinheiten, eine weitere (nahezu baugleiche) wurde an die österreich-ungarische Raaberbahn geliefert.
2012 wurden die Fahrzeuge von den ÖBB an die Raaberbahn verkauft, worauf hin diese Fahrzeuge die ungarische Baureihenbezeichnung 1446/2446 erhielten. Sie kommen seither auf verschiedenen Strecken vor allem in Ungarn aber auch in Österreich zum Einsatz, darunter auch für Leistungen der MÁV respektive der ÖBB.

## Beschreibung
Nach dem Erfolg der Reihe 5047 gab es verschiedene Überlegungen, die Kapazität zu vergrößern. Sowohl ein passender Steuerwagen als auch Doppelstockvarianten waren im Gespräch, schlussendlich fiel die Entscheidung auf einen Doppeltriebwagen.
Die Triebwagen der Reihe 5147 entsprechen technisch den Triebwagen der Reihe 5047, allerdings verfügt jede Einheit nur über einen Führerstand. Am anderen Ende des Fahrzeugs befindet sich ein Fahrgastübergang, an den ein weiterer Triebwagen fix gekuppelt ist. Daher spricht man von einem Doppeltriebwagen, auch wenn jedes Fahrzeug eine eigene Nummer besitzt.
Die Fahrzeuge sind mit der Reihe 5047 kompatibel und können mit diesen in Traktionsbetrieb eingesetzt werden.
Da die Doppeltriebwagen 5147 aus zwei motorisierten Triebwägen bestehen, wurde zwischenzeitlich auch die Beschaffung von Zwischenwagen zur weiteren Kapazitätssteigerung angedacht, was schlussendlich aber verworfen wurde.
Fünf Doppeleinheiten wurden 1992 und 1993 an die ÖBB geliefert (5147 001+002 bis 009+010), eine weitere 1996 an die Raaberbahn (5147 511+512). Äußerlich unterschieden sich die Fahrzeuge für die Raaberbahn durch ihren gelb-grünen Lack sowie die Zugzielanzeige über den Windschutzscheiben an der Front.

## Einsatz bei den ÖBB
Die ÖBB-Fahrzeuge kamen hauptsächlich auf den Strecken rund um Wiener Neustadt zum Einsatz. Neben Einsätzen zwischen Meidling und Wulkaprodersdorf wurden sie von Wiener Neustadt ausgehend auf der Leobersdorfer Bahn (vereinzelt bis St. Pölten über den Gerichtsberg), Mattersburger Bahn und weiter der Burgenlandbahn, Gutensteiner Bahn, Puchberger Bahn, Inneren und Äußeren Aspangbahn sowie auf Leistungen der Raaberbahn von Wien bis Wulkaprodersdorf und weiter nach Eisenstadt eingesetzt.
Des Weiteren wurden auch Leistungen auf der Franz-Josefs-Bahn bis zur Elektrifizierung des Abschnitts Sigmundsherberg – Gmünd im Jahr 1995, vereinzelt nach Retz bis zur Elektrifizierung der Nordwestbahn 1993 sowie auf der Marchegger Ostbahn, teils bis Bratislava, von der Baureihe übernommen.
In den späten 1990er-Jahren wurden auch Leistungen im Großraum St. Pölten mit der Reihe 5147 geführt, etwa auf der Erlauftalbahn bis Kienberg-Gaming bzw. auf der Traisentalbahn bis Türnitz bzw. Markt St. Aegyd am Neuwalde. Ab dem Fahrplan 1998/1999 wurden die Triebwägen auch auf der Kremser Bahn und Kamptalbahn (St. Pölten – Krems – Horn) genutzt, im Fahrplan 2001/2002 auch auf der Wachaubahn. Gleichzeitig gab es auch Einsätze auf der Ostbahn bzw. Neusiedler Seebahn nach Fertöszentmiklos.
Nach der Einstellung der Strecke über den Gerichtsberg im Dezember 2004 wurde der Einsatzschwerpunkt auf Wiener Neustadt konzentriert (inkl. Marchegger Ostbahn), da es keine planmäßigen Austauschmöglichkeiten der Fahrzeuge mehr Richtung St. Pölten gab. Dabei kamen sie auch auf der Ostbahn nach Bruck an der Leitha bzw. auf aus Bratislava durchgebundenen Spätabendverbindungen (Bratislava – Marchegg – Gänserndorf – Meidling) auf der S-Bahn-Stammstrecke zum Einsatz.
Mit Dezember 2011 wurde die Garnitur 5147 001/002 nach Krems umstationiert, von wo sie zwischen St. Pölten und Krems Leistungen übernahm. Die übrigen Fahrzeuge wurden bereits mit 31. Januar 2012 an die Raaberbahn übergeben, 5147 001/002 mit 30. November 2012.

## Verkauf an die Raaberbahn
2012 wurden alle fünf ÖBB-Doppeleinheiten an die Raaberbahn verkauft. Sie erhielten die gelb-grüne Raaberbahnlackierung analog zum 5147 511+512, erhielten das ungarische Zugsicherungssystem EVM und durch die Fahrzeugeinstellung in Ungarn die Baureihenbezeichnung 1446/2446 mit neuen Fahrzeugnummern:
| ÖBB-Nummer | Raaberbahn-Nummer | Anmerkung                                             |
| ---------- | ----------------- | ----------------------------------------------------- |
| 5147 001   | 1446 517          |                                                       |
| 5147 002   | 2446 517          |                                                       |
| 5147 003   | 1446 513          |                                                       |
| 5147 004   | 2446 513          |                                                       |
| 5147 005   | 1446 514          | MÁV-Lackierung                                        |
| 5147 006   | 2446 514          | MÁV-Lackierung                                        |
| 5147 007   | 1446 515          |                                                       |
| 5147 008   | 2446 515          |                                                       |
| 5147 009   | 1446 516          | zeitweise MÁV-Lackierung, nun neues Raaberbahn-Design |
| 5147 010   | 2446 516          | zeitweise MÁV-Lackierung, nun neues Raaberbahn-Design |
|            | 5147 511          | Zielschildkasten an der Front                         |
|            | 5147 512          | Zielschildkasten an der Front                         |

Die Fahrzeuge kommen hauptsächlich in Westungarn zum Einsatz, wobei auch ÖBB-Leistungen nach Wiener Neustadt auf der Mattersburger Bahn erfolgten.

Zwei Doppeltriebwagen, 1446/2446 514 und 1446/2446 516 wurden für den Einsatz bei der ungarischen Staatsbahn MÁV in blau-gelb-schwarz lackiert. 1446/2446 516 erhielt 2024 ein neues Raaberbahn-Design mit verschiedenen gelben, grünen und grauen Farbtönen.

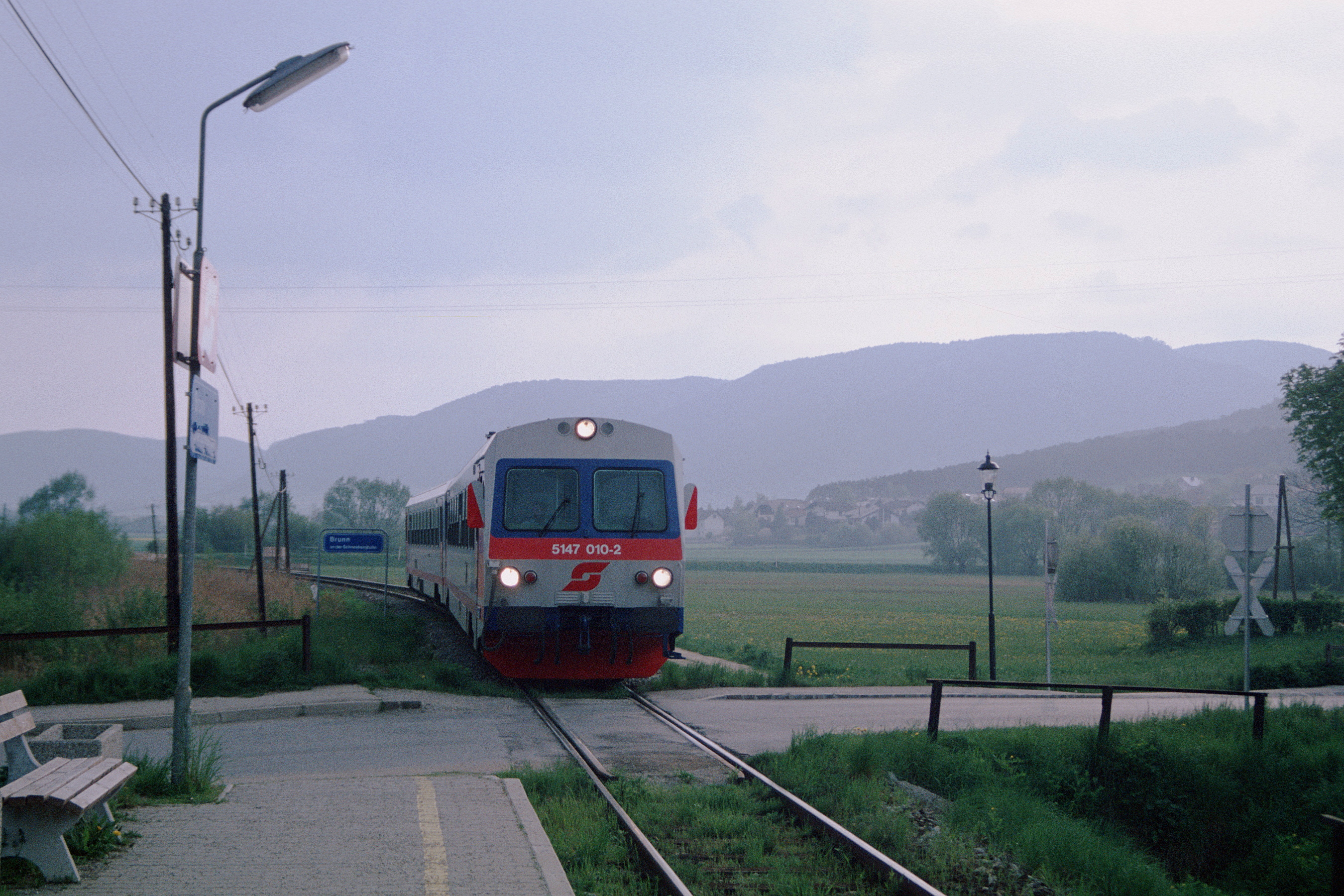
Doppeltriebwagen 5147 im Einsatz für die ÖBB auf der Schneebergbahn.
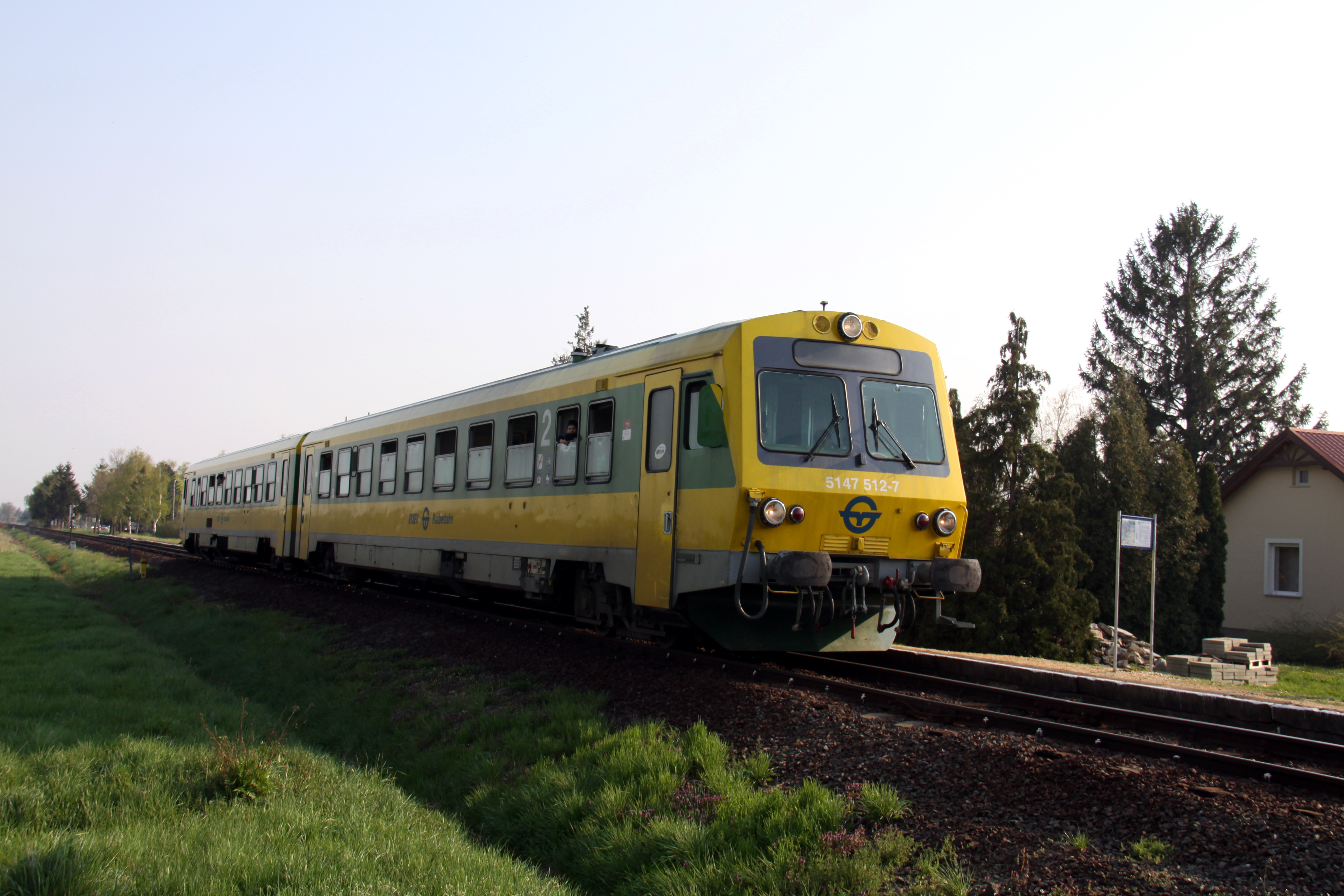
5147 511/512 der GySEV in der Haltestelle Lukácsháza alsó auf der Bahnstrecke Kőszeg–Szombathely.
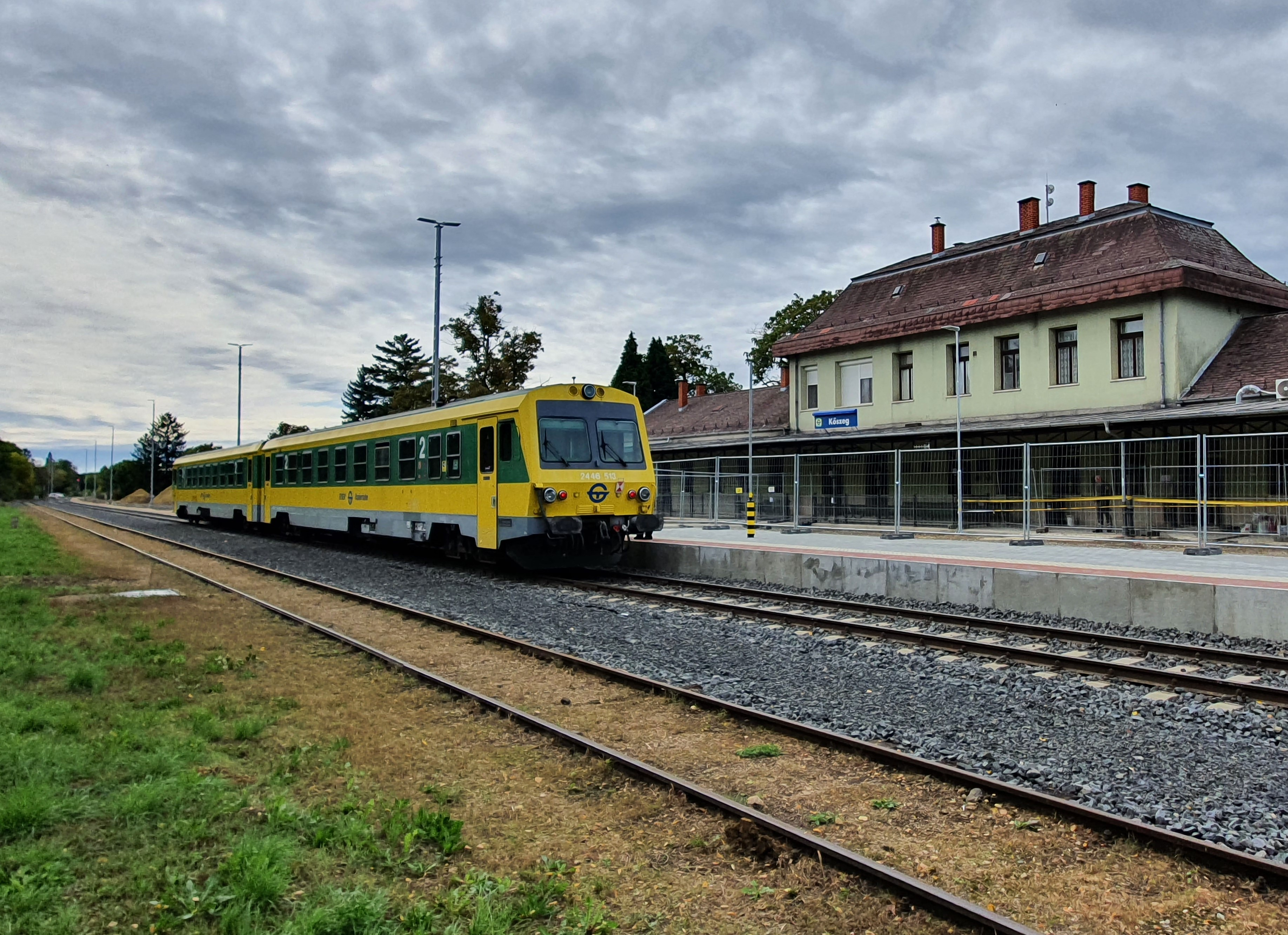
Ehemaliger ÖBB-Triebwagen 5147 004 als 2446 513 im Einsatz für die GySEV auf der Bahnstrecke Kőszeg–Szombathely.
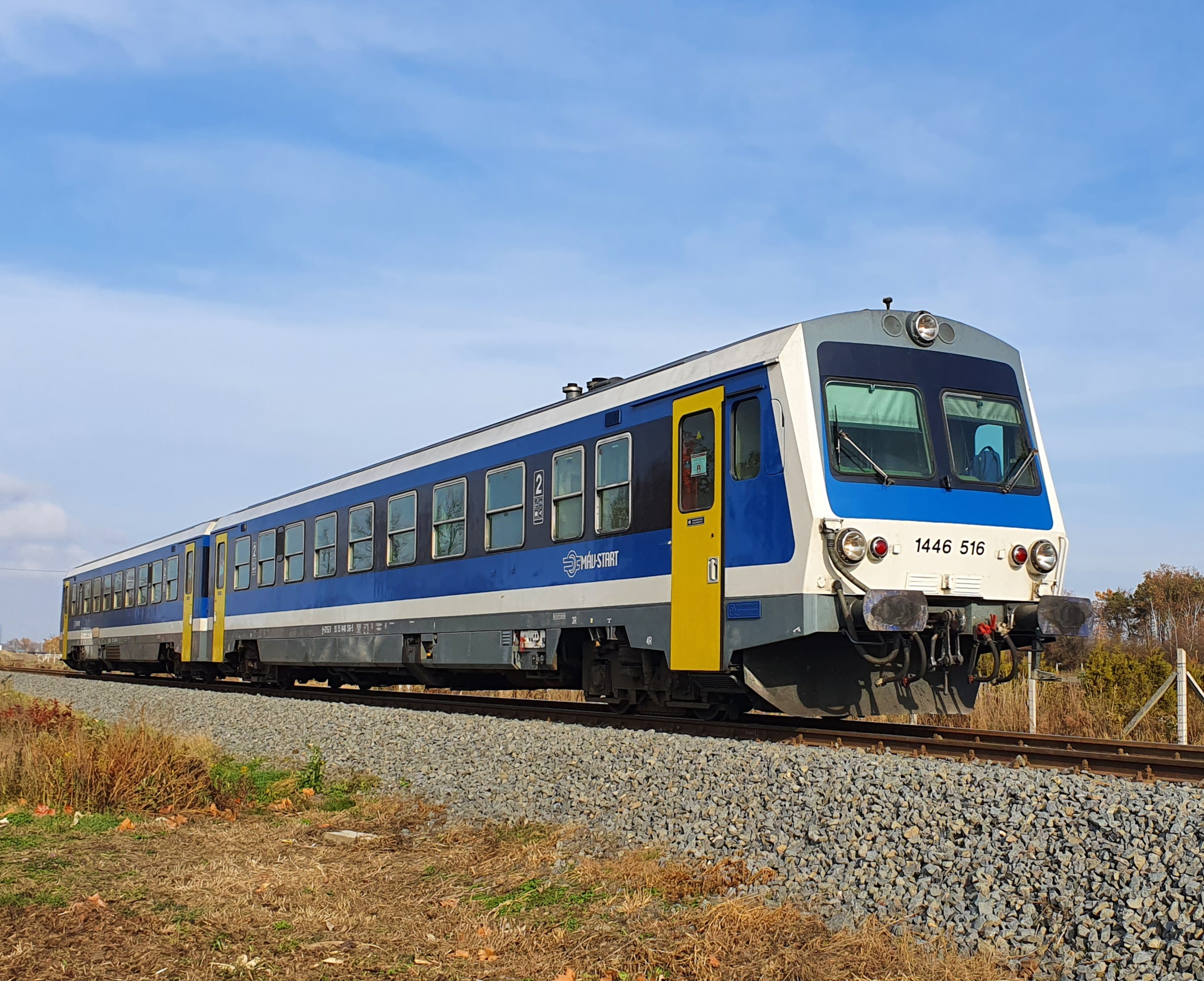
GySEV 1446 516 (ehemals ÖBB 5147 009) in MÁV-Lackierung auf der Bahnstrecke Kőszeg–Szombathely.